# Paddy and the Rats
Paddy and the Rats is een Hongaarse folkpunkband. De muziek van de band kent veel Ierse en Keltische invloeden, die gecombineerd worden met punkrock. Ook zijn op sommige nummers Russische, Romaanse en polka-invloeden te horen. Enkele nummers, met name sinds 2020, hebben een popinvloed.

## Geschiedenis
De band is in 2008 opgericht in de Hongaarse stad Miskolc. Datzelfde jaar verscheen het eerste album genaamd Itz Only Pub 'n Roll, But I Like It. In 2010 werd het tweede album, Rats on Board, uitgebracht. Het album werd goed verkocht, zowel binnen als buiten Hongarije. Ook werd het album het meeste gedownloade van het jaar op iTunes in de categorie Hongaarse bands.
In 2011 verscheen het derde album, Hymns For Bastards. Dit album bevatte nummers met een hoger tempo, een groot verschil ten opzichte van het vorige, rustigere album. In 2012 kwam het vierde album genaamd Tales From The Docks uit. Ook verliet accordeonist Sonny Sullivan dat jaar de band; hij werd vervangen door Bernie Bellamy.
Op 7 september 2015 werd het vijfde album Lonely Hearts' Boulevard uitgebracht. Naar eigen zeggen waren de nummers op het album qua stijl experimenteler en donkerder dan die op het vorige album. De titel was afgeleid van Green Day's album Boulevard of Broken Dreams. Op 7 juni 2017 volgde het zesde album, Riot City Outlaws. Voor dit album werd samengewerkt met producent Cameron Webb, die eerder diverse albums van bekende bands als Motörhead, NOFX, Weezer en Sum 41 produceerde. Op 12 januari 2018 maakte de band bekend een platencontract te hebben getekend bij Napalm Records.
In 2020 en 2021 bracht de band drie singles uit: Make a Change, Demons Call and Dark After The Night. De reacties onder de bijbehorende youtubevideo's waren echter gemengd: met name de fans waren niet te spreken over de stijl (pop/dance met hier en daar politieke teksten) die totaal afweek van hun eerdere muziek (celtic-/folkpunk).
Op 1 januari 2022 overleed accordeonist Bernie Bellamy (Bernát Babicsek) onverwachts. Op 1 maart van dat jaar bracht de band daarom het nummer After The Rain uit, het laatste waar hij voor zijn overlijden aan had meegewerkt. Het nummer is opgedragen aan Bellamy. Op 29 april verscheen het zevende album genaamd From Wasteland to Wonderland. Dit album kon rekenen op gemengde reacties, omdat de band op dit album diverse stijlen liet horen in plaats van alleen het klassieke celticpunkgeluid. Ook de reacties onder de youtubevideo's van de uitgebrachte singles waren zeer uiteenlopend.
In 2024 tekende Paddy and the Rats een platencontract bij Nordic Records. Op 17 oktober van dat jaar bracht de band er het achtste studioalbum, Lord of the Drinks, uit.

## Discografie

### Albums
| Jaar | Titel                               |
| ---- | ----------------------------------- |
| 2008 | Itz Only Pub 'n Roll, But I Like It |
| 2009 | Rats on Board                       |
| 2011 | Hymns for Bastards                  |
| 2012 | Tales from the Docks                |
| 2015 | Lonely Hearts' Boulevard            |
| 2017 | Riot City Outlaws                   |
| 2022 | From Wasteland to Wonderland        |
| 2024 | Lord of the Drinks                  |

### Singles
| Jaar | Titel                      | Album                        | Opmerkingen         |
| ---- | -------------------------- | ---------------------------- | ------------------- |
| 2009 | Drunken Sailor             | Rats on Board                | traditioneel nummer |
| 2011 | The Six Rat Rovers         | Rats on Board                | -                   |
| 2012 | Pilgrim On The Road        | Hymns for Bastards           | -                   |
| 2012 | Ghost From The Barrow      | Tales from the Docks         | -                   |
| 2015 | That's My Nature           | Lonely Hearts' Boulevard     | -                   |
| 2018 | Castaway                   | Riot City Outlaws            | -                   |
| 2018 | Where Red Paints The Ocean | Riot City Outlaws            | -                   |
| 2018 | Join The Riot              | Riot City Outlaws            | -                   |
| 2019 | Tavaszi Szél               | -                            | traditioneel nummer |
| 2020 | Make A Change              | -                            | -                   |
| 2020 | Demons Call                | -                            | met Esrch van AWS   |
| 2020 | Dark After The Night       | -                            | -                   |
| 2022 | After the Rain             | From Wasteland to Wonderland | -                   |
| 2022 | The Last Hunt              | From Wasteland to Wonderland | -                   |
| 2022 | Everybody Get Up           | From Wasteland to Wonderland | -                   |
| 2022 | Party Like a Pirate        | From Wasteland to Wonderland | -                   |
| 2022 | Matadora                   | From Wasteland to Wonderland | -                   |
| 2023 | This is our Life           | Lord of the Drinks           | -                   |
| 2024 | Vodka                      | Lord of the Drinks           | -                   |
| 2024 | Four Fingers               | Lord of the Drinks           | -                   |